# Ligamento sacrotuberoso
El ligamento sacrotuberoso ( ligamento sacroscático grande o posterior ) está situado en la parte inferior y posterior de la pelvis. Es plano y de forma triangular; más estrecho en el medio que en los extremos. 

## Estructura
Se extiende desde el sacro (los tubérculos sacros transversales inferiores, los márgenes inferiores del sacro y el cóccix superior ) hasta la tuberosidad del isquion. Es un remanente de parte del músculo bíceps femoral.  
El ligamento sacrotuberoso está unido por su amplia base a la espina ilíaca posterior superior, los ligamentos sacroilíacos posteriores (con los cuales está parcialmente mezclado), a los tubérculos sacros transversales inferiores y los márgenes laterales del sacro inferior y el cóccix superior. 
Sus fibras oblicuas descienden lateralmente, convergiendo para formar una banda gruesa y estrecha que se ensancha nuevamente debajo y se une al margen medial de la tuberosidad isquiática. Luego se extiende a lo largo de la rama isquiática como el proceso falciforme, cuyo borde cóncavo se combina con la vaina fascial de los vasos y el nervio pudendo internos.. Las fibras más bajas del glúteo mayor están unidas a la superficie posterior del ligamento; Las fibras superficiales de la parte inferior del ligamento continúan en el tendón del bíceps femoral. El ligamento es perforado por las ramas coccígeas de la arteria glútea inferior, el nervio cutáneo perforante y los filamentos del plexo coccígeo.

### Variación
Se ha encontrado que el proceso falciforme membranoso del ligamento sacrotuberoso estaba ausente en el 13% de los cadáveres. Cuando está presente se extiende hacia la fosa isquioanal, sigue a lo largo de la rama isquiática y se fusiona con la fascia del obturador . 
Se ha encontrado que el borde inferior del ligamento era directamente continuo con el tendón de origen de la cabeza larga del bíceps femoral en aproximadamente el 50% de los sujetos. Por lo tanto, el bíceps femoral podría actuar para estabilizar la articulación sacroilíaca a través del ligamento sacrotuberoso.

## Función
El ligamento sacrotuberoso contiene la rama coccígea de la arteria glútea inferior. 

## Significación clínica
Si el nervio pudendo queda atrapado entre este ligamento y el ligamento sacroespinoso causando dolor perineal, el ligamento sacrotuberoso se corta quirúrgicamente para aliviar el dolor. 

## Imágenes Adicionales

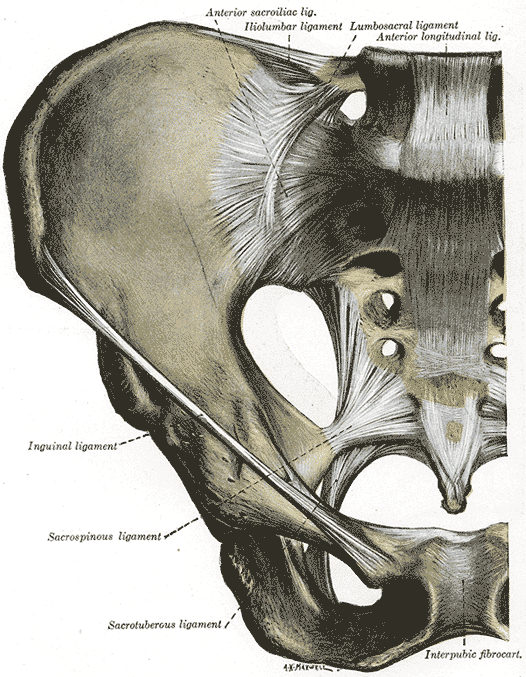
Articulaciones de la pelvis. Vista anterior.
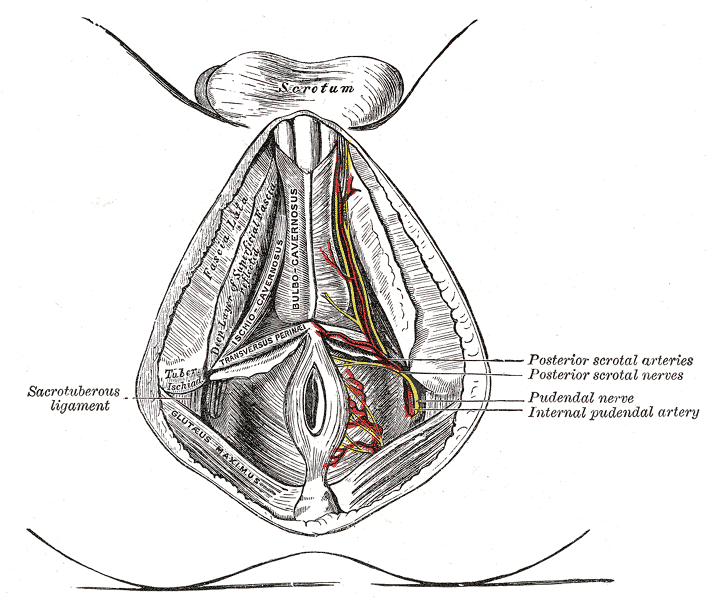
Las ramas superficiales de la arteria pudenda interna.
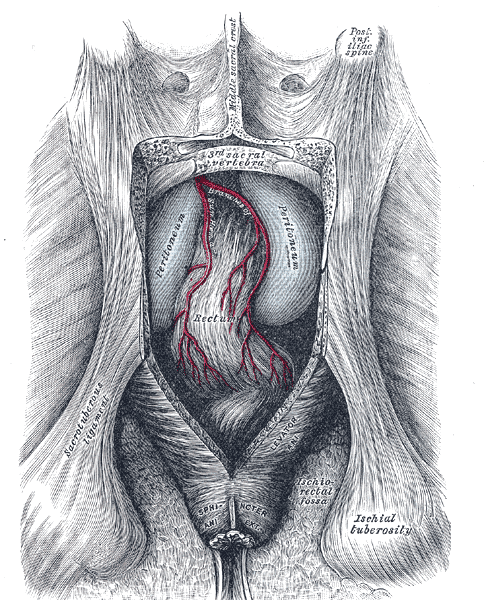
La cara posterior del recto queda expuesta al eliminar la parte inferior del sacro y el cóccix.
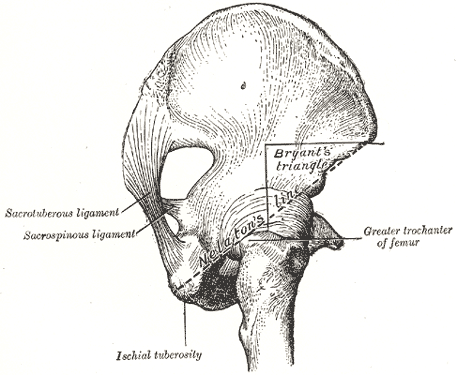
La línea de Nélaton y el triángulo de Bryant.